# Křeček zlatý

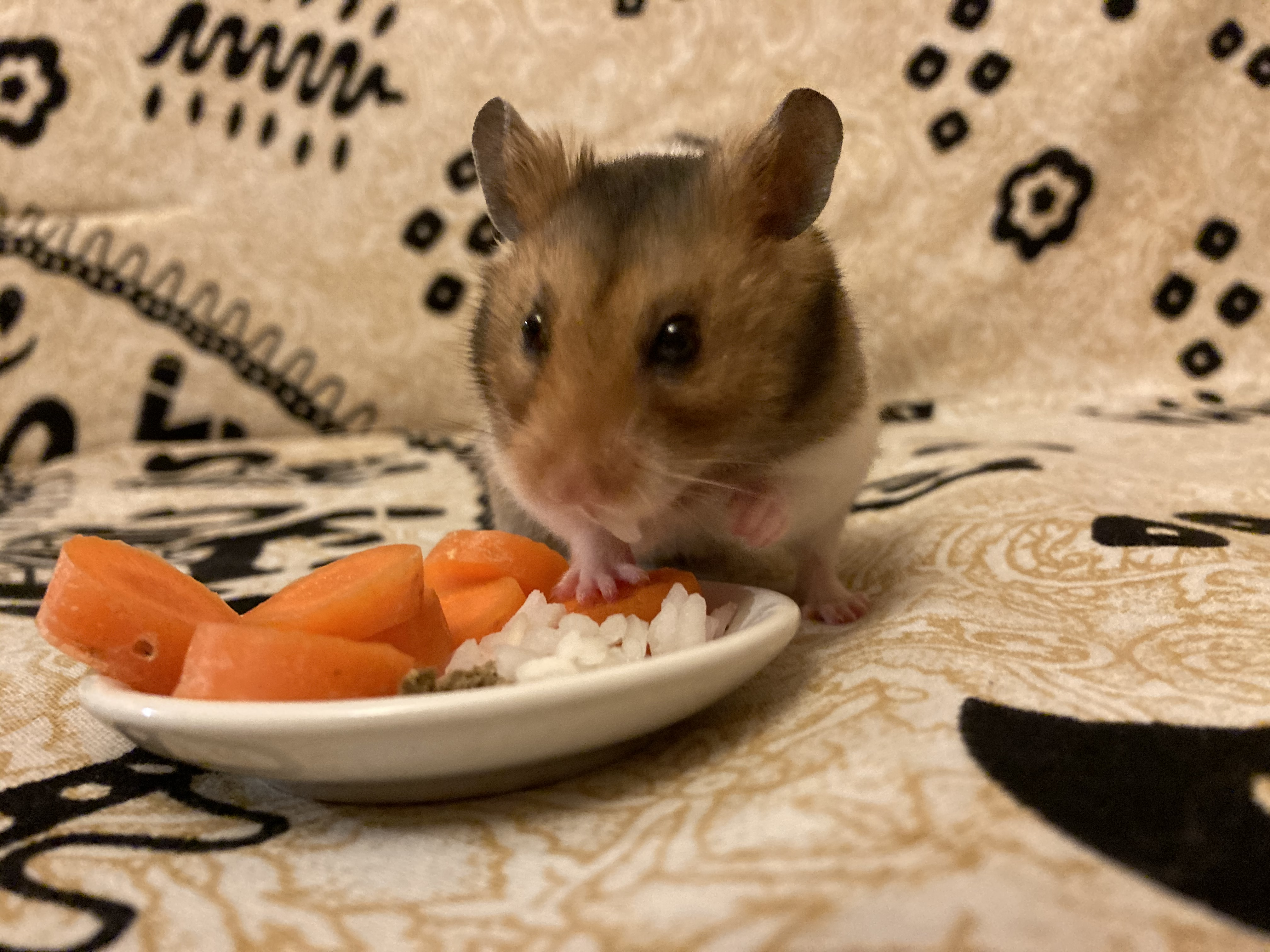

Křeček zlatý (Mesocricetus auratus Waterhouse, 1839), někdy nazývaný též křeček syrský, je druh hlodavce z čeledi myšovitých.

## Historie
Poprvé byl křeček zlatý popsán v roce 1839 přírodovědcem Waterhousem. Teprve v roce 1930 se podařilo zoologovi Aharonimu z Jeruzaléma v blízkosti Aleppa v Sýrii odchytit prvního živého křečka zlatého. V hluboké noře našel matku s mláďaty. Velmi brzy přišli na svět potomci těchto sourozenců. Z těchto sourozenců pochází všichni doma chovaní křečci zlatí.

## Popis
Tento až 17centimetrový a až 190gramový hlodavec má různé typy i barvy srsti (dlouhá, krátká, saténová nebo dvojitě saténová). Na hlavě má malý růžový nos, citlivé vibrisy, černé korálkové oči, přizpůsobené hlavně pro noční život, ouška a velké lícní torby, kam sbírá různá semena a zrní. V zajetí i v přírodě dlouhé hodiny tráví ohlodáváním různých kousků dřeva a kůry, protože stejně jako všem hlodavcům, tak i křečkům po celý život rostou přední zuby, které si musí brousit. Délka života je mezi 2 a 3 roky. Samice je schopna porodit až 14 mláďat, která kojí zhruba 3 týdny. Základním krmivem pro křečky je směs zrní.